# San Julián Mártir (título cardenalicio)
San Julián Mártir es un título cardenalicio diaconal de la Iglesia católica. Fue instituido por el papa Benedicto XVI en 2012.

## Titulares
- Karl Josef Becker, S.J. (18 de febrero de 2012 - 10 de febrero de 2015)
- Kevin Joseph Farrell (19 de noviembre de 2016)